# キング・オブ・エスケープ
『キング・オブ・エスケープ』（Le Roi de l'évasion）は、2009年のフランスのコメディ映画。
監督はアラン・ギロディ、出演はリュドヴィック・ベルティロとアフシア・エルジなど。
ゲイの中年男性と少女の逃避行を描いている。
2009年5月に開催された第62回カンヌ国際映画祭の監督週間部門出品作品で、日本では同年10月に開催された第22回東京国際映画祭の「WORLD CINEMA」部門で上映された。

## ストーリー
フランスの片田舎で農機具のセールスマンとして働く43歳の大柄な中年男性アルマンは、年上の男性が好きなゲイである。また、自分の容姿がゲイにモテることを自覚しており、その魅力を活かしてゲイと見られる農夫たちにトラクターを売り込んでいる。ある夜、アルマンは16歳の少女カルリが複数の若者たちに絡まれているところを目撃し、なけなしの貯金をはたいて200ユーロで彼女を救い出す。これをきっかけにカルリはアルマンに夢中になる。また、男しか愛せないはずのアルマンも彼女に惹かれ、二人は情熱的に愛し合う仲となる。しかし、カルリの父ダニエルは二人の交際を許さず、アルマンを性犯罪者として告発すると、引き離された二人は駆け落ち同然の逃避行を始める。その結果、二人はダニエルだけでなく、警察からも追われる身となる。逃亡中であるにもかかわらず、大自然の中で何度も激しいセックスを繰り返していた二人だったが、カルリが二人の将来について語り始めたことで急に現実に引き戻されたアルマンは、カルリを一人残して逃げ出す。そして、地元のゲイコミュニティで有名な巨根の老人ジャンとセックスをし、さらに、顧客だったロベールなどと複数人でベッドを共にする。

## キャスト
- アルマン・ラクルタード: リュドヴィック・ベルティロ（フランス語版） - 43歳のゲイのセールスマン。
- カルリ・デュランド: アフシア・エルジ（フランス語版） - 16歳の少女。
- ロベール・ラパイユ: ピエール・ロール（フランス語版） - アルマンの顧客。
- ダニエル・デュランド: リュック・パラン（フランス語版） - カルリの父。
- 警視: フランソワ・クラヴィエ（フランス語版）
- ポール: パスカル・オベール - アルマンの上司。
- ジャン: ジャン・トスカン（フランス語版） - 地元のゲイコミュニティで有名な巨根の高齢男性。
- 高齢の整備士: ジョルジュ・ヴォール（フランス語版）

## 製作
撮影はタルヌ県アルビで行なわれた。
主演のリュドヴィック・ベルティロは撮影で9キロ痩せて106キロになったと語っている。

## 作品の評価

### 映画批評家によるレビュー
アロシネによれば、フランスの14のメディアによる評価の全てが5点満点中3点以上であり、平均点は3.9点である。Rotten Tomatoesによれば、9件の評論の全てが高評価である。Metacriticによれば、4件の評論の全てが高評価で、平均点は100点満点中80点となっている。
バラエティ誌のデレク・エリーは「薄っぺらな筋書きは、タイプが豊富な登場人物たちを誇示するための言い訳に過ぎないが、それでも、この映画が感情的不安や性的罪悪感に決して縛られることがないのが爽快である。」と評している。ニューヨーク・タイムズ紙のニコラス・ラポルドは「何よりも、この映画はギロディ監督が次にどんな作品を発表するのか興味をそそる。」と評している。